# Scandar Copti
Scandar Copti, arab. إسكندر قبطي (ur. 1975 w Jafie) – palestyński reżyser, scenarzysta i producent filmowy. 

## Życiorys
Jest izraelskim Arabem (chrześcijaninem), urodził się w Starej Jafie. Z wykształcenia jest inżynierem, w kinie debiutował w 2003 filmem krótkometrażowym. Zrealizował szereg filmów krótkometrażowych, zarówno dokumentalnych, jak i fabularnych (eksperymentalnych). 
W pełnym metrażu debiutował w nakręconym wspólnie z Jaronem Szanim obrazem Ajami (2009). Był nie tylko współreżyserem i współscenarzystą tego filmu, zagrał także w nim jedną z głównych ról. Akcja Ajami rozgrywa się w tytułowej dzielnicy Jafy, głównie w arabskiej społeczności tego miasta. Film nie ma linearnej chronologii, choć jego głównym bohaterem jest Omar, dziewiętnastolatek próbujący spłacić rodzinny dług honorowy. Obraz został nominowany do Oscara dla najlepszego filmu nieanglojęzycznego.

## Filmografia
- Ajami (2009)